# Krach im Hinterhaus (film 1935)
Krach im Hinterhaus è un film del 1935 diretto da Veit Harlan.

## Produzione
Il film fu prodotto dalla A.B.C.-Film.

## Distribuzione
Vietato ai minori, il film fu distribuito dalla Neue Deutsch Lichtspiel-Syndikat Verleih (N.D.L.S.) con il visto di censura B.40906. Uscì nelle sale cinematografiche tedesche il 20 dicembre 1935 presentato in contemporanea a Danzica, Bochum, Bielefeld, Breslavia, Hildesheim, Erfurt, Eisenach. Il 2 gennaio 1936, il film fu proiettato anche a Berlino all'U.T. Kurfürstendamm, all'U.T. Friedrichstraße e al Titania-Palast.